# Cytherea bucharensis
Cytherea bucharensis är en tvåvingeart som beskrevs av Paramonov 1930. Cytherea bucharensis ingår i släktet Cytherea och familjen svävflugor. Inga underarter finns listade i Catalogue of Life.